# 제임스 힐턴
제임스 힐턴(James Hilton, 1900년 9월 9일 ~ 1954년 12월 20일)은 오스카상을 수상했으며, 《잃어버린 지평선》(Lost Horizon) 과 《굿바이 미스터 칩스》(Goodbye Mr. Chips) 등의 베스트셀러를 쓴 소설가이다.

## 생애
1900년 9월 9일 영국의 랭카셔(Lancashire)의 레이(Leigh)에서 채플 엔드 스쿨(Chapel End School, Walthamstow소재) 교장인 존 힐턴의 아들로 태어났다. 부친은 《굿바이 미스터 칩스》의 미스터 치핑이라는 캐릭터에 부분적으로 영감을 주었다. 《굿바이 미스터 칩스》의 무대는 저자가 초등학생이었던 캠브리지의 레이학교에서 가져왔다.
우드포드 그린(Woodford Green)의 오크힐 가든스(Oak Hill Gardens)에 소재하는 평범한 가옥에서 두 권의 베스트셀러를 썼다. 이 집은 지금도 그의 이름을 문패로 걸어두고 있다고 한다. 두 번 결혼, 두 번 이혼하였다. 첫 부인은 Alice Brown, 두 번째는 Galina Kopineck. 1954년 12월 20일 캘리포니아 롱비치에서 간암으로 세상을 떠났다. 향년 54세.

## 작품 활동
이른 나이에 작가적 소질을 발휘하였다. 첫 소설을 1920년, 케임브리지 대학 재학 중이던 20세의 나이에 발간하였다 (《Catherine Herself》). 몇 권의 책이 세계적인 히트를 쳤고, 영화로 만들어졌다. 가장 유명한 것이 《잃어버린 지평선》(1933). 호손든 상(Hawthornden Prize)을 수상하였다. 《굿바이 미스터 칩스》(1934), 《렌덤 하베스트》(Random Harvest, 1941, 국내수입영화명 〈마음의 행로〉) 도 있다. 특히 《잃어버린 지평선》은 1930년대 최초로 만들어진 〈포켓 북스(Pocket Books) 시리즈〉의 한 권으로 페이퍼백 혁명을 가져다 주었다고 평가받고 있다. 잡지 〈내셔널 지오그라픽〉(National Geographic Magazine)에 실린 조셉 록(Joseph Rock, 오스트리아 출신 미국인 생물학자, 남서부 중국 지방과 티베트 국경을 탐사하였다)의 기사에서 착상을 얻었다.
1930년대 중반부터 할리우드로 거주를 옮겨 일을 계속하였다. 1942년 영화 《미니버 부인》 (Mrs. Miniver)으로 오스카상(Oscar)을 받았다 (극본상). 1948년부터 1953년까지 CBS 라디오에서 〈홀마크 장난감집〉(The Hallmark Playhouse)이라는 프로그램을 책임맡았다.

## 샹그릴라
《잃어버린 지평선》 때문에 샹그릴라(Shangri-La)라는 신조어가 생겨나서 이상향(理想鄕) 또는 유토피아를 의미하는 단어로 널리 쓰이게 되었다. 미국의 프랭클린 D. 루스벨트 대통령은 메릴랜드에 있는 대통령 휴양지를 샹그릴라라고 불렀다 (훗날 드와이트 D. 아이젠하워가 그의 손자의 이름을 좇아 캠프 데이비드(Camp David)라고 개명하였고, 이것이 현재 이름이 되었다). 중국 정부는 남서부 중국의 산악지대인 중띠엔(Zhongdian)을 힐턴의 소설에 따라서 샹그릴라(Shangri-La, Xianggelila)라고 개명하였다. 관광지로 개발하려는 목적이다.

## 작품
- Catherine Herself, 1920
- Storm Passage, 1922
- The Passionate Year, 1924
- Dawn Of Reckoning, 1925
- Meadows Of The Moon, 1926
- Terry, 1927
- The Silver Flame, 1928
- Murder at School (필명 - 글렌 트레버 Glen Trevor , 1931)
- And Now Goodbye, 1931
- Contango , 1932
- Knight Without Armour, 1933
- Lost Horizon, 1933
- Goodbye, Mr. Chips, 1934
- We Are Not Alone, 1937
- To You, Mr Chips, 1938
- Random Harvest, 1941
- The Story Of Dr. Wassell, 1944
- So Well Remembered, 1947
- Nothing So Strange, 1948
- Twilight Of The Wise, 1949
- Morning Journey, 1951
- Time And Time Again, 1953

## 영화
아래는 영화화된 그의 작품들이다
- Lost Horizon (1973)

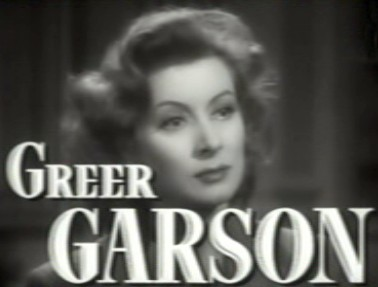
영화 마음의 행로,
그리어 가슨(Greer Carson)

- Knight Without Armour (1937)
- We Are Not Alone (1939) 힐턴이 극본을 썼음.
- Goodbye, Mr. Chips (1939, 1969, 1984, 2002)
- Random Harvest (1942, 국내 개봉 〈마음의 행로〉)
- So Well Remembered (1947)